# マイライフ クリントンの回想
『マイライフ クリントンの回想』（My Life）は、元アメリカ合衆国大統領のビル・クリントンが執筆した2004年の自伝本である。本書はクリントンが退任してから3年後の2004年6月22日に発売された。本書はクノップ・パブリッシング・グループから出版され、230万部を超えるベストセラー本となった。クリントンは本書の執筆にあたって1500万ドルの前金を受け取ったが、これは当時の出版史上最高額である。

## 内容とテーマ
本書は、アーカンソー州ホープでのクリントンの幼少期から始まり、家族でホットスプリングスに移住し、そこで学校に通ってテナー・サクソフォーンを習うまでの半生が時系列で記述されている。クリントンは後に政治的な公の場での活動においてテナー・サクソフォーンを演奏している。クリントンは幼児期から政治に興味を示しており、大学ではそれを追究した。クリントンはアーカンソー州知事に立候補して当選し、さらに後にはアメリカ合衆国に就任した。クリントンはその過程において、長年にわたって交流してきた市民との逸話を披露している。
クリントンは幼少期、家族からの物語を聞いて次によう教訓を得たことを回想する:
完璧な人間はいないが、ほとんどの人間は善良だとわかった。人間の最も悪い面や弱い面のみを取り上げて、その人物を判断してはいけないと学んだ。きびしい批判を口にすれば、みずからが偽善者となりうることも知った。たくさんの生命が誕生し、懸命に生きているのだという現実に気づいた。そして苦境においては、笑いが、多くの場合最高の、ときには唯一の対抗手段になるのだと実感した。
2期目の知事選挙で敗北を受けてクリントンは、「世の中の仕組みが、一度に吸収できる変化には限りがある。既成の利害関係のすべてをいっぺんに叩くことは誰にもできない。そして人の話に耳を傾けないと思われるようになったら、おしまいだ」と回想している。
政治的闘争においてクリントンは、相手が攻撃してくるのを待ち、そしてできるだけ強く、速く反撃するべきであると述べている。クリントンは政治キャリアにおける初期の失態は、攻撃への対応に時間をかけすぎた結果であると考えた。

## 執筆
クリントンは本書の執筆に約2年半を費やした。クリントンは4か月かけて資料を集め、アウトラインを書き、2年2か月かけて執筆した。クリントンのアドバイザーであるジャスティン・クーパーは、手書きの草稿をコンピュータに入力し、またメモや引用、データを提供するなど、執筆中常に彼をサポートした:250-51。クリントンは、「私は手書きで執筆し、調査のために空白を残し、彼は調査し、それをコンピュータに入力して印刷し、それから編集した」、「この本のすべてのページは、おそらく3回から9回ほど見直されている」、「大きくて分厚いノートが22冊もあった」と述べた。本書の編集はロバート・ゴットリーブが務めた。クリントンはゴットリーブが編集したキャサリン・グラハムの自伝『キャサリン・グラハム わが人生』に感銘を受け、彼を誘った:247-48。

## 反応
原書で1008ページに及ぶこの回想録は、その長さが批判されており、コメディアンのジョン・スチュワートからは「正直に言うと、まだ全部読み終わってないんだ。今は、12000ページ目だ」とジョークを飛ばされた。同様に当時の大統領のジョージ・W・ブッシュは「10000ページもあるよ」とジョークを飛ばした。
2007年にテレテキストがイギリスの読者を対象に調査を実施し、その結果、『マイライフ』を購入または借用したことがある回答者のうち、30%が未読もしくは読みかけていることが明らかとなった。
クリントンの元顧問であるディック・モリスは、反論本『Because He Could』（2004年）を発表し、『マイライフ』を批判した。モリスはその本の中で、クリントンが『マイライフ』で記した様々な出来事のうち、事実と異なるとされるものを挙げた。
ホワイトハウスのインターンであったモニカ・ルインスキーもまた本書の、特にクリントンと彼女の不倫関係について書かれた箇所を強く批判し、「大統領の地位を守ろうとしていた時に行った虚偽の発言を訂正してくれるだろう」と思っていたと述べた。
クリントンは2008年4月時点で『マイライフ』とその続刊『Giving: How Each of Us Can Change the World』の売り上げから3000万ドルを得ている。

## 書評
Metacriticでは32件の批評に基づいて加重平均値は41/100と示された。批評家による書評を集めた雑誌『ブックマークス』2004年9月/10月号で、本書は5点満点で2.5点を獲得し、「あなたはこの『巨大に膨れたプラム・ケーキのような』自伝の無数の名前、日付、詳細を読み解くだけで、彼のパノラマ式の物語の意味が理解できる（『ニューヨーク・タイムズ・ブック・レビュー』）」と要約された。『デイリー・テレグラフ』紙は、複数の出版媒体による本書への書評まとめた上で「Love It」、「Pretty Good」、「Ok」、「Rubbish」の4段階に分類し、『ガーディアン』、『インデペンデント』、『サンデー・タイムズ』の書評を「Pretty Good」、『デイリー・テレグラフ』、『オブザーバー』、『インデペンデント』、『スペクテイター』の書評を「Ok」、『サンデー・テレグラフ』の書評を「Rubbish」とした。

## 出版史
最初に出版されたハードカバー版のほか、シリアルナンバーとスリップケースが付いたサイン入りの限定デラックス版（(ISBN 978-1400044504）、トレードペーパーバック版、短縮版オーディオ版（ビル・クリントン朗読）、完全版オーディオ版（マイケル・ベック朗読）、2巻に分冊されたマス・マーケット・ペーパーバック版などが発売された。クリントン朗読によるオーディオブック版は2005年グラミー賞のスポークン・ワード・アルバム賞を受賞した。

### 日本語版
日本語版は朝日新聞出版より上下巻分冊で発売された。
- ビル・クリントン 著、楡井浩一 訳『マイライフ クリントンの回想 上巻 アメリカンドリーム』朝日新聞出版、2004年9月9日。ISBN 978-4022579409。
- ビル・クリントン 著、楡井浩一 訳『マイライフ クリントンの回想 下巻 アメリカンパワー』朝日新聞出版、2004年9月9日。ISBN 978-4022579416。